# Étalon (cheval)

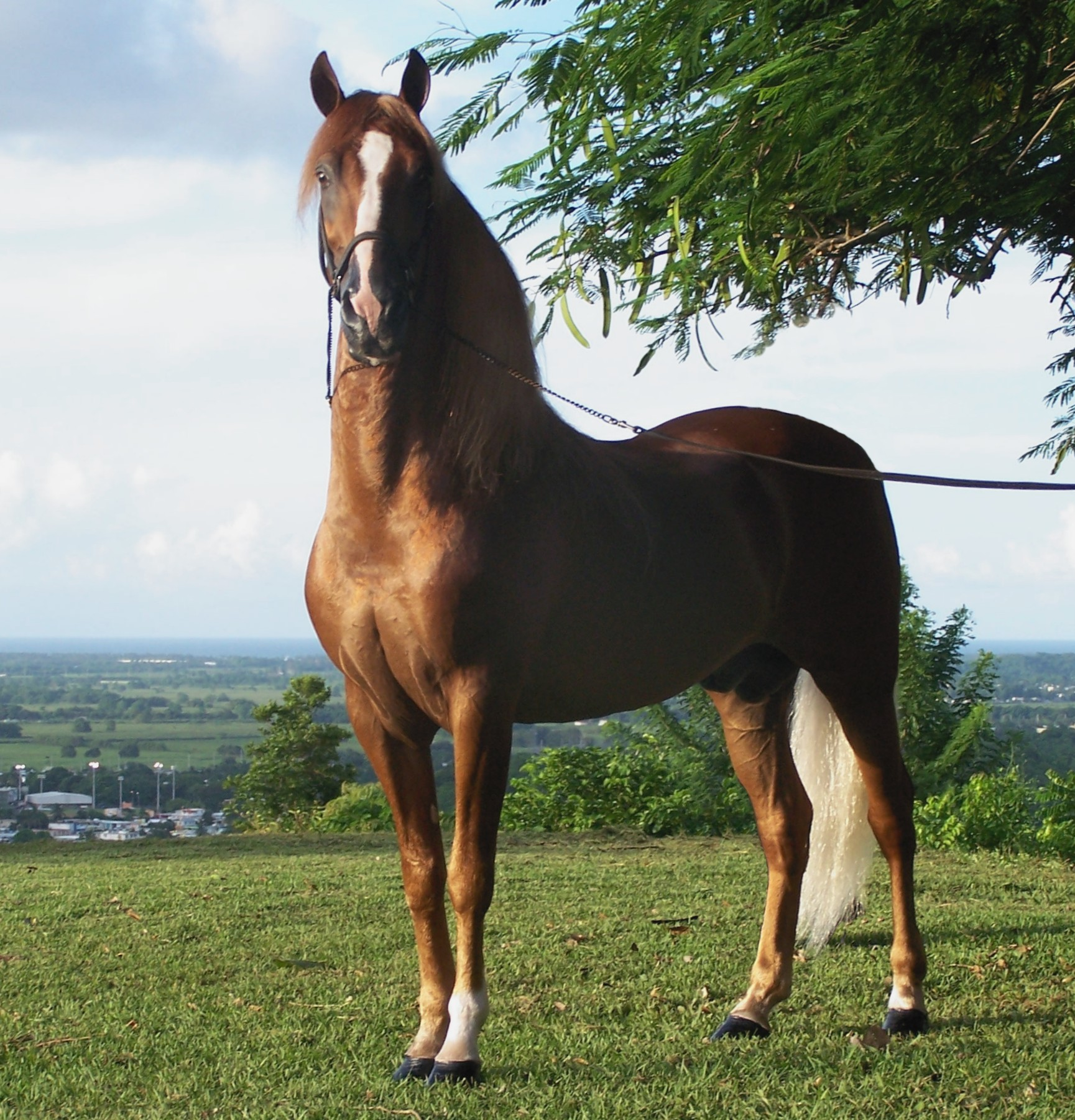
Un étalon de race Paso Fino. L'encolure épaisse est absolument caractéristique.

Pour les articles homonymes, voir Étalon.
Un étalon  est un cheval mâle accepté pour se reproduire, généralement voué à la reproduction. Selon leurs qualités, les étalons peuvent faire l'objet d'un enregistrement auprès de haras nationaux ou de stud-books, en tant que reproducteurs « approuvés », « autorisés » ou simplement « acceptés ». Si les étalons conservent la conformation et le phénotype propres à leur race, au-delà de toute notion de standard, la présence d'hormones, en particulier de la testostérone, peut leur conférer une morphologie caractéristique, notamment au niveau du développement musculaire avec une encolure plus épaisse, par rapport aux juments et aux mâles castrés.
Les caractéristiques d'un étalon sont en grande partie dépendantes de son héritage génétique. En raison de son instinct sociobiologique de reproducteur et selon l'éducation qui lui a été prodiguée, son comportement peut varier, notamment au moment des périodes de chaleur des juments. Il peut se révéler d'excité à agressif, en particulier envers les autres étalons, per se des rivaux potentiels. Il nécessite donc une gestion conséquente de la part des personnes qui en ont la charge ou la responsabilité.
Selon leurs caractéristiques et avec un entraînement adéquats, les étalons peuvent se révéler d'excellents athlètes dans de nombreux sports équestres et hippiques, jusque dans les compétitions olympiques.

## Étymologie et terminologie

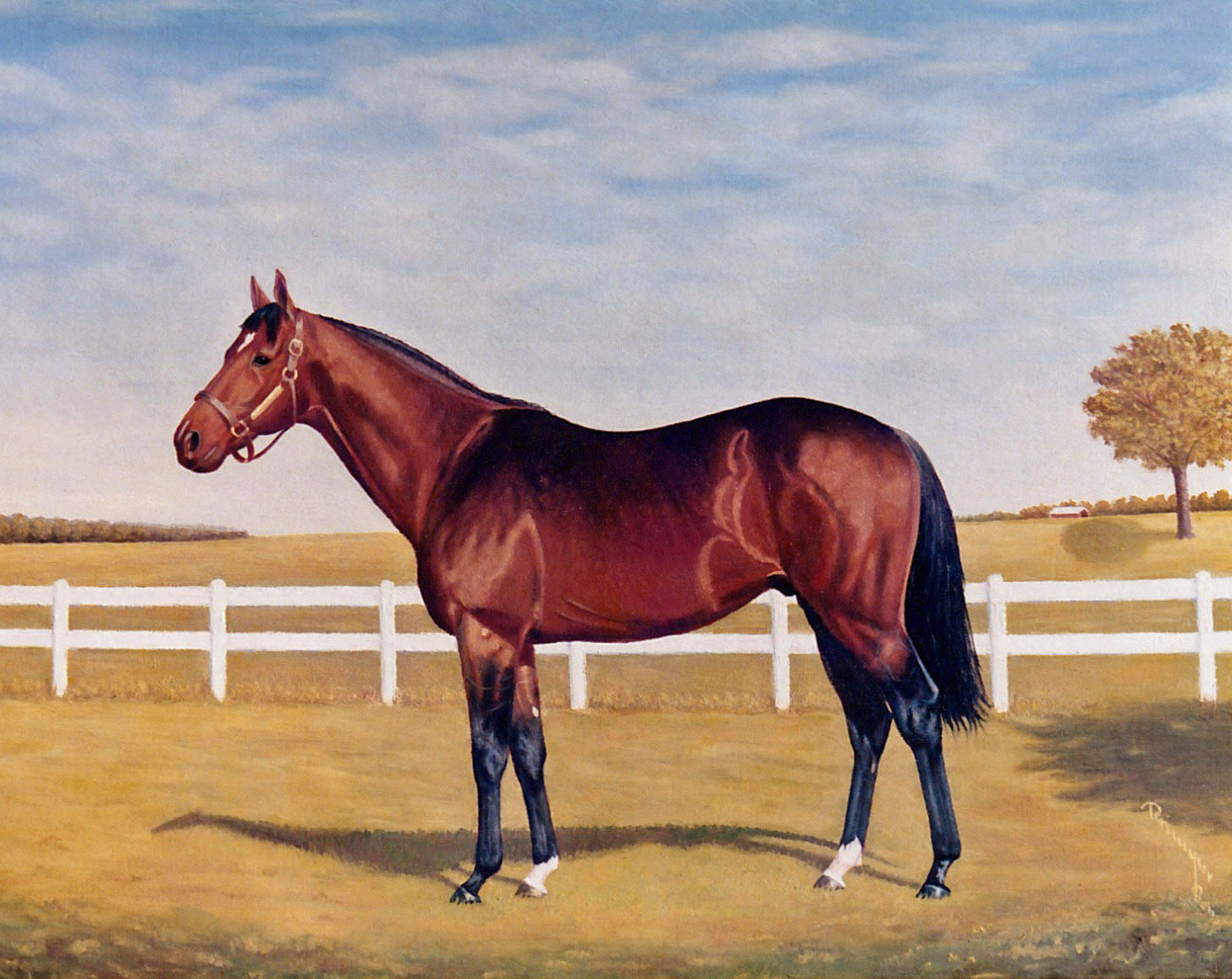
Lou Piget, huile sur toile de l'artiste peintre Bob Demuyser (1920-2003), étalon à la reproduction en France depuis 1983 jusqu'en 1994.

Par définition, un étalon est un cheval mâle entier,, — c'est-à-dire qui n'a pas été castré,,,, contrairement à un hongre,,, — et apte à se reproduire. Un étalon peut être voué à la reproduction, on parlera alors d’étalon reproducteur, ou plus brièvement de reproducteur, sous la gestion d’un étalonnier.
Héritage franc dans la langue française, le mot étalon, en ancien français estalon (XIIIe siècle), vient du francique stallo qui désignait un cheval gardé à l’écurie, et qui est à l'origine du mot stalle (« écurie »).
Le terme équivalent en langue anglaise, stallion, remonte à l'époque de Henri VII d'Angleterre (XVe siècle), qui a édicté un certain nombre de lois relatives à l'élevage et à l'exportation de chevaux dans le but d'améliorer le cheptel britannique. Il a notamment interdit de laisser des équidés mâles non castrés en liberté dans les champs ou sur des terrains communs ; ils devaient être maintenus dans des stalles (stalls), d'où le terme stallion.
Il convient de noter que le mot francique stallo est apparenté au latin médiéval stalonnus, « modèle de mesure ». En moyen néerlandais stael signifie « échantillon, modèle ».
Une ânesse qui se reproduit avec un cheval étalon donne un animal hybride généralement stérile, nommé bardot.

## Comportement en milieu naturel

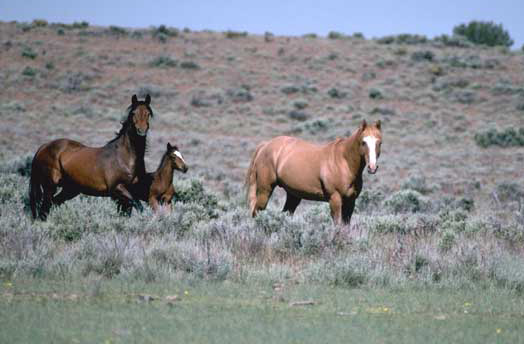
Un étalon Mustang (à droite) accompagné de sa bande de juments et de poulains.

Contrairement à un mythe populaire, la majorité des étalons ne vivent pas avec un harem de juments. De même, en milieu naturel, ils ne se battent pas entre eux jusqu'à la mort pour les juments. Étant des animaux sociaux, les étalons qui ne sont pas en mesure de trouver ou de gagner un harem se regroupent en général dans des « bandes de célibataires » (en anglais bachelor herd (en)), groupes qui sont composés d'étalons de tous les âges. Même avec un harem, l'étalon n'est pas le chef du troupeau, mais défend et protège celui-ci contre les prédateurs et les autres étalons. Le rôle de « chef » du troupeau est tenu par une jument matriarche qui détermine les mouvements pour obtenir de la nourriture, de l'eau ou encore un abri. Elle détermine aussi le chemin que le troupeau prend pour fuir le danger. Quand le troupeau est en mouvement, l'étalon dominant resserre le groupe et agit comme un « arrière-garde » entre son troupeau et une source potentielle de danger. Quand le troupeau est au repos, tous les membres partagent la responsabilité de monter la garde. L'étalon se poste habituellement au bord du groupe, pour le défendre en cas de besoin.
Il y a généralement un étalon dominant mature pour chaque troupeau mixte de chevaux. L'étalon dominant va tolérer les poulains des deux sexes, mais une fois qu'ils atteignent leur maturité sexuelle, souvent entre un et deux ans, il va les éjecter du troupeau. Les poulains peuvent entrer en concurrence contre l'étalon dominant, mais les études suggèrent que l'éviction des jeunes chevaux des deux sexes peut être un instinct de comportement qui minimise le risque de consanguinité au sein du troupeau, puisque la plupart des jeunes chevaux sont les descendants de l'étalon dominant du groupe. Dans certains cas, un seul jeune mâle adulte peut être toléré en marge du troupeau. Une théorie voudrait que ce jeune soit considéré comme un successeur potentiel, et finisse par chasser l'étalon dominant du troupeau devenu trop âgé.
Les pouliches rejoignent généralement rapidement un troupeau différent, avec un étalon dominant différent de celui qui les a engendrées. Les poulains et jeunes étalons chassés par leur père rejoignent généralement de petits groupes exclusivement masculins, des « bandes de célibataires », à l'état sauvage. Vivre dans un groupe offre à ces étalons les avantages sociaux et la protection du troupeau. Un tel troupeau peut également comporter des étalons âgés qui ont perdu leur propre troupeau à la suite d'un défi.
Les autres étalons peuvent contester directement l'étalon dominant d'un troupeau, ou simplement essayer de « voler » les juments pour former un nouveau petit troupeau. Dans les deux cas, si les deux étalons se rencontrent, il y a rarement de vrai combat. Le plus souvent, ils tentent de s'impressionner l'un l'autre et le cheval le plus faible finit par reculer. Même si un combat se déclenche pour la domination d'un troupeau, les adversaires se blessent rarement dans la nature, et l'un des deux belligérants finit généralement par fuir. Les combats entre étalons en captivité peuvent par contre entraîner des blessures graves, les clôtures et autres systèmes de détention rendent plus difficile la fuite en toute sécurité pour l'animal vaincu. Dans la nature, les étalons sauvages sont connus pour voler ou s'accoupler avec des juments domestiques.

## Anatomie

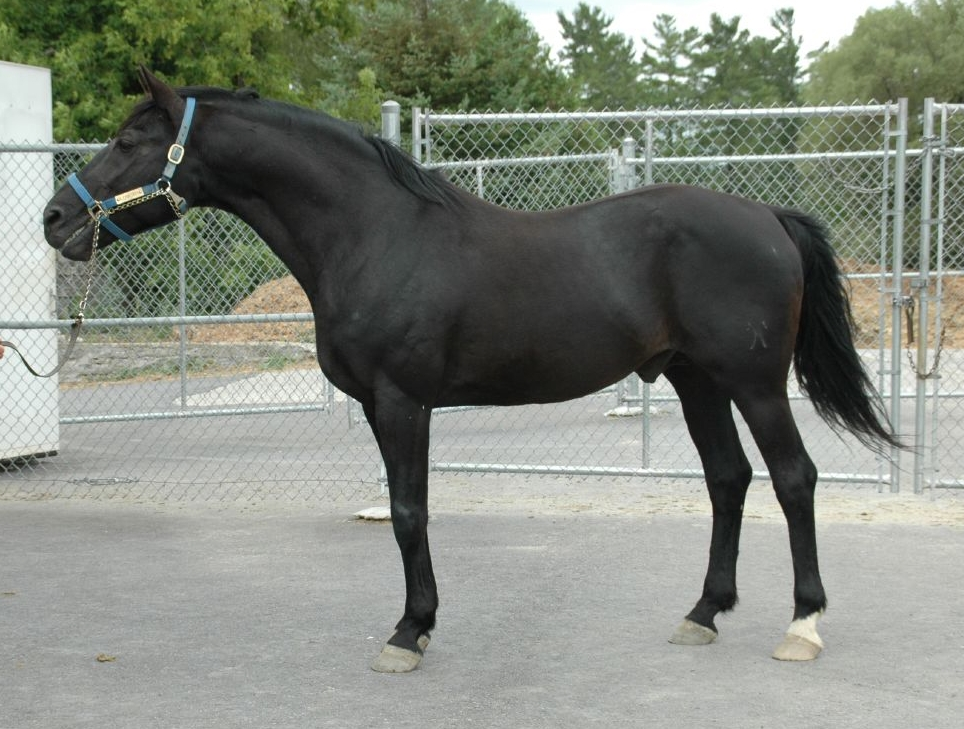
Les caractères sexuels secondaires de l'étalon incluent une musculature plus apparente, avec un développement plus important de la partie supérieure de l'encolure, ici bien visible.

Le système reproducteur de l'étalon est responsable d'une partie de son comportement et de ses caractères sexuels secondaires (tels que l'encolure plus épaisse).
L'appareil génital comprend :
- Les testicules, qui sont suspendus horizontalement dans le scrotum. Les testicules d'un étalon de taille moyenne sont ovoïdes et mesurent de 8 à 12 cm de long.
- Le pénis dans son prépuce. Quand il n'est pas en érection, le pénis est logé dans le prépuce. En érection, le pénis double en taille et en volume, et la taille du gland est multipliée par 3 à 4.

Les glandes sexuelles internes :
- vésicules séminales ;
- prostate ; et
- glande de Cowper.

Celles-ci contribuent à fluidifier le sperme à l'éjaculation, mais ne sont pas strictement nécessaires à la fertilité.

## Soins et gestion à l'état domestique

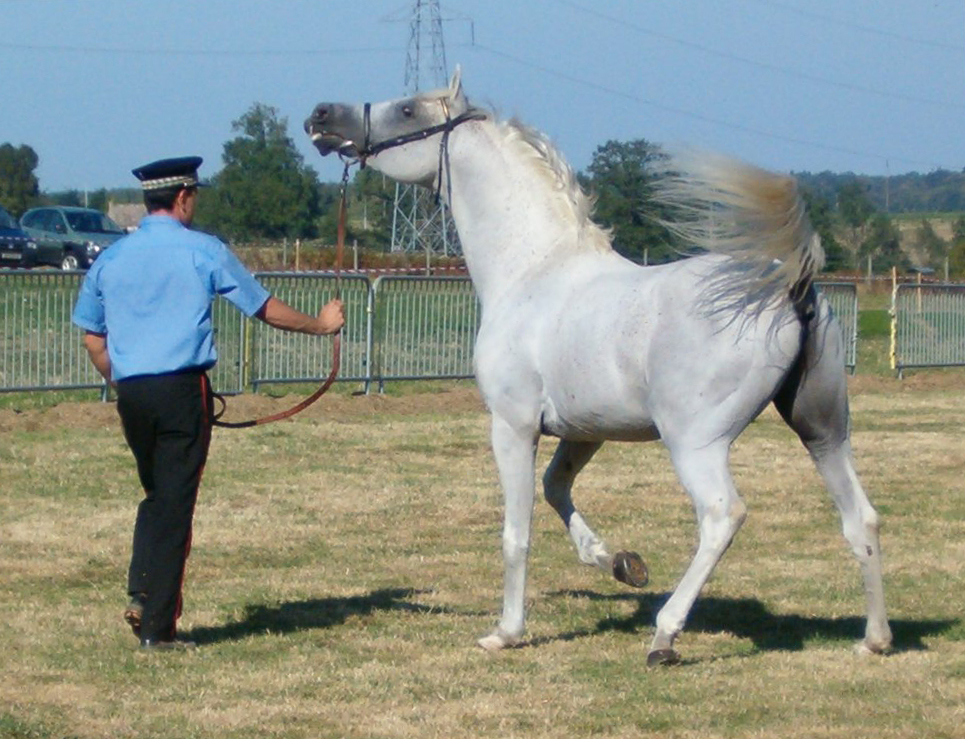
Même les étalons les mieux éduqués requièrent une attention constante et une solide expérience de la part des personnes qui les côtoient.

Un étalon est généralement plus difficile à maîtriser qu'un hongre ou une jument. Si une jument se trouve aux alentours, il peut s'emballer en sentant sa présence et tout faire pour aller la rejoindre. Toutefois, le caractère étant avant tout dépendant de l'éducation et de l'origine de chaque cheval, il est possible de trouver des étalons très doux (en particulier chez les races rustiques et les races de trait) et des hongres caractériels.
Les étalons domestiques sont gérés et entraînés de multiples façons par les hommes, en fonction de la région du monde, de la philosophie de leur propriétaire, et du tempérament individuel de chaque animal. Dans tous les cas, toutefois, les étalons sont enclins à vouloir se placer en position de dominance par rapport aux autres chevaux et aux personnes qui s'en occupent. Ils sont également affectés par la présence d'autres chevaux, particulièrement de juments en chaleur. Ils doivent donc avoir bénéficié au préalable d'une solide éducation pour apprendre le respect envers les humains et gérer leur agressivité naturelle, leur tendance à mordre pouvant être la cause de graves blessures.
Pour toutes ces raisons, les étalons doivent toujours être gérés de manière individuelle et tenus, ou montés, par des personnes bénéficiant d'une solide expérience des chevaux, capable de reconnaître et d'anticiper une situation dangereuse.

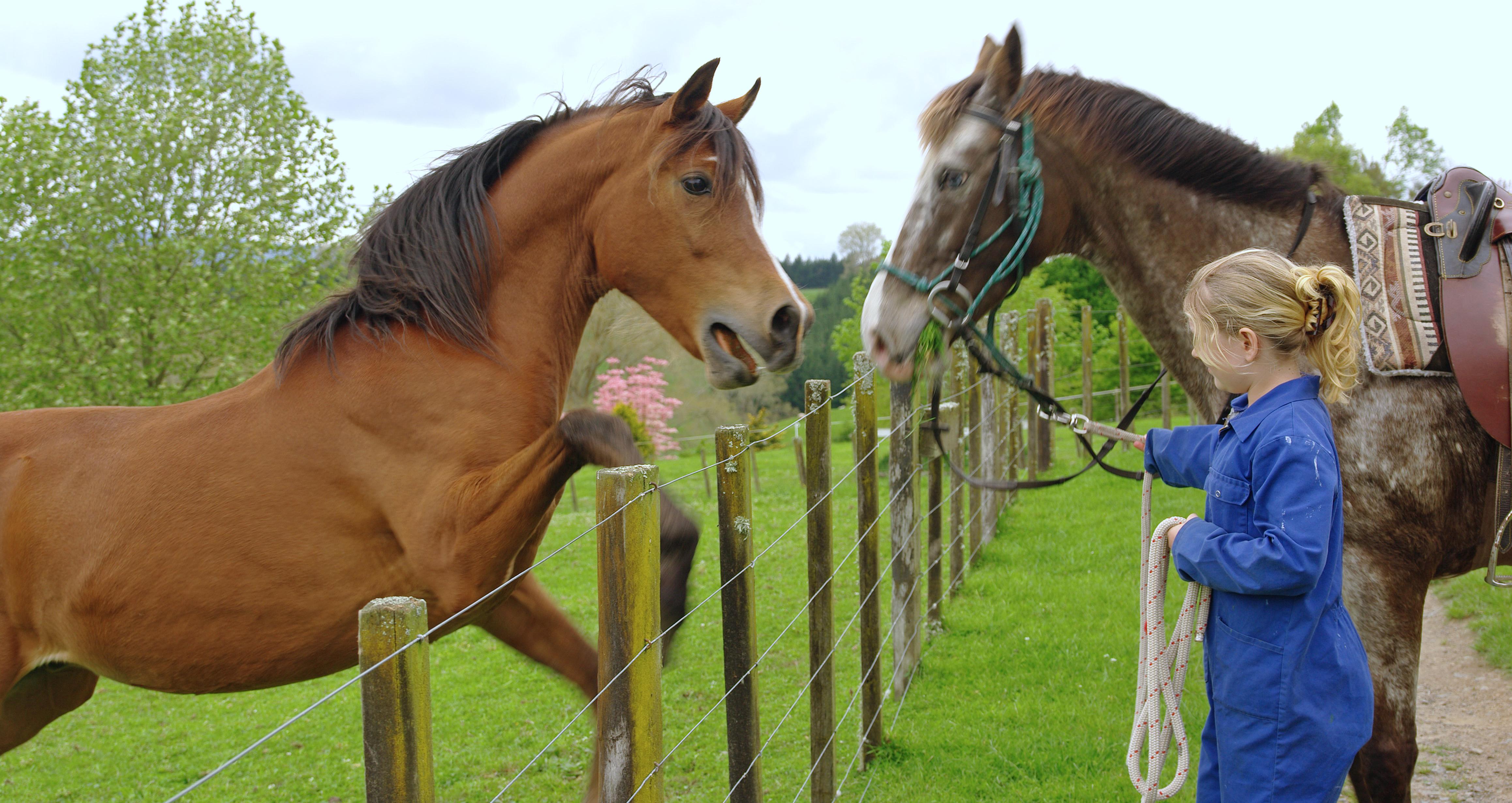
Un étalon (à gauche) rencontrant une jument Appaloosa.

Même à l'état domestique, il est conseillé de ne pas maintenir l'étalon en isolement. Lui permettre d’interagir avec d'autres chevaux est meilleur pour son équilibre. Ainsi, l'étalon peut vivre d'une manière naturelle pour lui et présentera moins de vices d'écurie. De même, en harem, les juments sont en chaleur moins souvent. Les partisans de la gestion naturelle affirment également que les juments sont plus susceptibles de devenir pleines (enceintes) dans un cadre naturel. Certains gestionnaires d'étalon gardent un étalon avec un troupeau de juments à l'année, d'autres seulement pendant la saison de reproduction. Dans quelques cas, de jeunes étalons domestiques sont autorisés à vivre dans un groupe du type bachelor herd (en) en grandissant, et restent à l'écart des odeurs des juments. Une étude suisse montre que même matures, des étalons se comportent généralement pacifiquement avec leurs semblables, à condition que la hiérarchie du troupeau ait été bien établie au préalable.
Un exemple, à l'état semi-sauvage, est celui des poneys New Forest. Les étalons sont en liberté dans le parc national New Forest deux ou trois mois chaque année, avec les juments et les jeunes chevaux. Après avoir été retirés de la forêt, beaucoup d'entre eux restent ensemble dans les « troupeaux de célibataires » pour le reste de l'année,,. Les étalons New Forest, lorsqu'ils ne sont pas occupés à se reproduire, participent au rassemblement de bêtes annuel aux côtés des juments et des hongres, et participent avec succès à de nombreuses disciplines équestres,.

## Statut d'agrément et gestion des saillies d'un étalon reproducteur
En France, les étalons destinés à la monte des juments sont classés en trois catégories qualitatives.
- Un étalon approuvé est un étalon de race définie, appartenant à un propriétaire privé. Ses origines sont strictement définies et il est reconnu apte à saillir un nombre restreint de juments de race définie.
- Un étalon autorisé répond aux mêmes critères d'inspection et d'identification par le responsable du dépôt de circonscription de haras, mais son utilisation est moins contraignante, le cheval étant apte à saillir des juments de races variables.
- Un étalon accepté est un étalon non identifié par SIRE (Système d'Identification Répertoriant les Équidés) que son propriétaire peut utiliser selon son souhait.

Dans certains pays, comme en Angleterre, et depuis 2006 en France, tous les mâles entiers sont des étalons et peuvent donc se reproduire[réf. nécessaire] officiellement[évasif], à la seule condition que la saillie ait été enregistrée. Dans d'autres pays, seuls les mâles entiers sélectionnés deviennent des étalons. Ils obéissent à certains critères précis et ont ainsi gagné le droit de saillir pour donner des produits officiels.
Un étalon peut saillir une jument de sa race pour donner un produit inscrit dans le même stud-book (liste des chevaux de race) que lui. S'il pratique une saillie avec une jument d'une autre race, ses produits peuvent être enregistrés dans différents stud-book en fonction des races concernées et des législations nationales.